# Varvara Grachova
Varvara Andréyevna Grachova (en ruso: Варвара Андреевна Грачёва; Moscú, 2 de agosto de 2000) es una tenista rusa nacionalizada francesa.
El ranking más alto de su carrera en singles fue el número 39, logrado el 8 de enero de 2024. Ha ganado siete títulos individuales de la ITF.
Gracheva hizo su debut en el cuadro principal del WTA Tour en el Ladies Open Lausanne 2019, donde se clasificó al derrotar a Julia Grabher en la ronda final.
En julio de 2019, se clasificó para el Washington Open y ganó su primer partido del cuadro principal del WTA Tour, derrotando a Anna Blinkova.

## Biografía
Varvara Gracheva se inició en el tenis gracias a su madre, Natalia Kazakova, quien la entrenó hasta los 14 años cerca de Zhukovski. Debido a las limitaciones de las instalaciones, buscó mejores condiciones en el extranjero antes de entrar en el circuito juvenil. Continuó su formación en Alemania con Nina Bratchikova antes de mudarse a Cannes, a la Academia ETC en la Riviera Francesa, en 2016. Allí comenzó a entrenar con Gérard Solvès y luego con Xavier Pujo en el Elite Tennis Center de Jean-René Lisnard.
Tras vivir en Francia durante más de cinco años, solicitó la naturalización francesa a principios de marzo de 2023, solicitud que fue aceptada dos meses después. Obtuvo la nacionalidad francesa en junio de ese año y se le autorizó a representar a Francia tras recibir su pasaporte. Gracheva comenzó a representar a Francia en competiciones internacionales en el Abierto de Bad Homburg de 2023.

## Trayectoria
Gracheva alcanzó el puesto 19 en su carrera junior, ganando cuatro eventos de Grado 2.
Gracheva jugó sus primeros eventos profesionales en 2017, comenzando sin ranking, pero logró alcanzar el puesto número 647 al final del año, después de alcanzar tres torneos consecutivos de $15,000 en Hammamet, Túnez, derrotando a jugadoras como Fiona Ferro en el proceso.
Tras derrotar a Sofia Shapatava y ganar un torneo de $15,000 en Antalya, Turquía, al comenzar su temporada 2018, Gracheva regresó a sus últimos torneos júnior y no compitió en el Circuito ITF durante seis meses. Sin embargo, logró alcanzar sus primeros cuartos de final de $25,000 en Périgueux y, como resultado, debutó entre las 500 mejores en julio. Gracheva obtuvo tres victorias entre las 300 mejores, incluyendo una sobre Maryna Zanevska en las rondas clasificatorias del Dubai Tennis Challenge.[cita requerida] Terminó el año con un récord de victorias de 28-13 en la gira profesional.  como el número 447 del mundo.

### 2019: ascenso rápido en el ranking, WTA Tour y debut en el top 125
Tras superar las rondas clasificatorias en un evento de $25,000 en Chiasso, ganó el título más importante de su carrera y entró en el top 400 por primera vez. A esto le siguió una victoria sorpresiva sobre Nao Hibino, número 118 del ranking, en el Open de Cagnes-sur-Mer de $80,000.[cita requerida]
Gracheva ganó dos títulos de 25.000 dólares, el primero en Caserta, Italia, y el segundo en el Open Montpellier Méditerranée Métropole Hérault.
Con su ranking clasificándola para algunos torneos de la WTA, hizo su debut en el WTA Tour en el Ladies Open Lausanne, donde se clasificó para el cuadro principal al derrotar a Julia Grabher en la ronda final, perdiendo solo dos juegos. Perdió ante Han Xinyun en la primera ronda, en sets seguidos. Gracheva luego compitió en canchas duras por primera vez desde abril en el Washington Open, donde se clasificó para el cuadro principal una vez más. Esta vez, obtuvo su primera victoria en el cuadro principal sobre Anna Blinkova en tres sets, para su primera victoria ante una top 100, y luego cayó ante la número 31 del mundo, Hsieh Su-wei, en un tiebreak en el último set. No obstante, se aseguró un debut entre las 200 mejores.[cita requerida]
Compitiendo en un campeonato de Grand Slam por primera vez en su carrera, avanzó a la ronda de clasificación final del US Open después de derrotar a Martina Trevisan y Danka Kovinić, en sets seguidos. Fue derrotada en la ronda final por Richèl Hogenkamp, en dos sets ajustados.
Gracheva regresó entonces a la tierra batida, iniciando una racha de 14 victorias consecutivas con dos títulos consecutivos en torneos de $60,000: el Open de Saint-Malo y el Open de Valencia. En Saint-Malo, logró victorias entre las 100 mejores sobre Aliona Bolsova (quien alcanzó la cuarta ronda en Roland Garros) y Natalia Vikhlyantseva antes de derrotar a Marta Kostyuk en la final. En Valencia, cedió solo 22 juegos en toda la semana y venció a Tamara Korpatsch para ganar su segundo título consecutivo. Alcanzó el puesto número 121 del ranking mundial, su mejor marca personal, tras el torneo.
Jugando en su torneo local, la Copa Kremlin, por primera vez en su carrera, se clasificó para el cuadro principal y venció a Ajla Tomljanović para llegar a la segunda ronda. Lideró a Anastasia Pavlyuchenkova por un set y un quiebre, pero no pudo mantener su ventaja y cayó en tres sets.
Terminó el año con un récord de 70-26, terminando el año como la número 105 del mundo a pesar de comenzar el año como la número 447, y fue etiquetada como una de las mayores estrellas en ascenso.

### 2020: Consistencia en el WTA Tour, tercera ronda del US Open, debut entre las 100 mejores
Gracheva llegó a la ronda final de clasificación en el Abierto de Australia con victorias sobre Chloé Paquet y Olga Danilović, pero cayó en el último obstáculo ante la ex número 45 del mundo, Johanna Larsson.[cita requerida] Fue el comienzo de una racha de cinco derrotas para la rusa antes de que la pandemia de COVID-19 detuviera el WTA Tour 2020. Sin embargo, logró debutar en el top 100 el 2 de marzo de 2020, justo a tiempo antes de la suspensión de los torneos.
Fue parte del primer torneo WTA de la reanudación de la gira, el Palermo Ladies Open, como la primera cabeza de serie en la clasificación. Terminó su racha perdedora con una victoria sobre la wildcard local Matilde Paoletti, pero fue sorprendida por Martina Trevisan en la ronda de clasificación final.
Gracheva finalmente hizo su debut en el cuadro principal de Grand Slam en el US Open y sorprendió a la mejor clasificada Paula Badosa en sets seguidos para triunfar en su debut en el cuadro principal. En la segunda ronda, logró una de las mayores remontadas de la historia al revertir un déficit de 1-6, 1-5 contra la 30.ª cabeza de serie Kristina Mladenovic, salvando múltiples puntos de partido para llegar a la tercera ronda por primera vez en su carrera. Aunque finalmente perdió ante la octava cabeza de serie Petra Martić en una reñida contienda en la tercera ronda, su actuación la hizo recibir el centro de atención.
Gracheva también hizo su debut en el cuadro principal del Abierto de Francia, pero perdió ante la eventual cuartofinalista y tercera cabeza de serie, Elina Svitolina, en un partido en sets seguidos en la primera ronda. Su año terminó con una aparición en la segunda ronda en el Upper Austria Ladies Linz, después de derrotar a Katarina Zavatska en la primera ronda.
Terminó el año dentro del top 100 por primera vez en su carrera, con un récord de victorias y derrotas de 10-14, pero tres de esas victorias fueron en el cuadro principal del WTA Tour.

### 2021: Primera temporada completa del WTA Tour y semifinales de la WTA, top 80
Gracheva formó parte del contingente que viajó a Melbourne para el Abierto de Australia, comenzando su temporada con una dura victoria en tres sets sobre Lizette Cabrera en la primera ronda del Yarra Valley Classic. Triunfó en su debut en el cuadro principal del Abierto de Australia derrotando a su compatriota Anna Blinkova, antes de perder ante otra compatriota, Veronika Kudermetova, en la segunda ronda. Gracheva terminó su viaje en Australia con una aparición en la segunda ronda del Phillip Island Trophy, sorprendiendo a la ex campeona del Grand Slam Sloane Stephens, en sets seguidos, antes de perder ante la eventual campeona Daria Kasatkina.
Tras una mala racha de resultados, Gracheva llegó a las semifinales del WTA 125 Open de Saint-Malo, derrotando a la segunda cabeza de serie, Rebecca Peterson, en sets seguidos. Llegó a la tercera ronda del Abierto de Francia por primera vez en su carrera, derrotando a Camila Giorgi antes de perder en sets seguidos ante Marta Kostyuk.
Sus primeros torneos sobre césped terminaron en derrota en el Abierto de Bad Homburg y en el Campeonato de Wimbledon, donde debutó sin haber participado previamente en las rondas clasificatorias.
En el Abierto Femenino de Chicago, Gracheva alcanzó su primera semifinal del WTA Tour al derrotar a la cuarta cabeza de serie, Tamara Zidanšek, y a la octava cabeza de serie, Marta Kostyuk, en tres sets, vengando su derrota en Roland Garros. Estuvo a un set de su primera final del WTA Tour, pero no pudo mantener la ventaja y perdió ante Alizé Cornet, ganando solo un juego tras llevarse el primer set tras jugar dos partidos al día.
Defendió sus puntos en el US Open, donde sorprendió a la cabeza de serie número 24 Paula Badosa (que llegaría al top 10 dos meses después) en sets seguidos para llegar a la tercera ronda por segundo año consecutivo. La racha de Gracheva terminó en manos de la cabeza de serie número 14 Anastasia Pavlyuchenkova, en sets seguidos.
La rusa alcanzó su tercer cuarto de final del año en el Astana Open como séptima cabeza de serie, derrotando a Kristýna Plíšková  y Lesia Tsurenko en sets seguidos. En el Tenerife Ladies Open, logró otra gran remontada, esta vez venciendo a la mejor clasificada Sara Sorribes Tormo en la primera ronda, después de remontar un déficit de 1-5 en el set final para prevalecer después de más de  horas de acción.
Gracheva terminó la temporada con una aparición en semifinales en el Open de Limoges, terminando el año dentro del top 80 por primera vez en su carrera.

### 2022: Segunda tercera ronda del Abierto de Francia, debut entre los 60 mejores
Gracheva comenzó el año en el Abierto de Australia, pero fue derrotada rotundamente por Sorana Cîrstea sin ganar un juego. Su mala racha se prolongó con una eliminación en la primera ronda del Abierto de Australia, donde cayó ante la clasificatoria Lucia Bronzetti en tres sets.
En el Trofeo Femenino de San Petersburgo se clasificó para el cuadro principal. En el Campeonato de Dubái, derrotó a Ajla Tomljanović en la primera ronda tras ganar también tres rondas clasificatorias. Como resultado, alcanzó un nuevo récord personal en el puesto n.° 72 después del torneo.
Llegó a la tercera ronda del Abierto de Francia por segunda vez en su carrera. Como resultado, alcanzó su mejor ranking, el puesto n.° 59, el 18 de julio de 2022.

### 2023: Primera final del WTA Tour y victoria entre las 5 mejores, top 50
Alcanzó la tercera ronda del Abierto de Australia por primera vez en su carrera al derrotar a la octava cabeza de serie Daria Kasatkina, su primera victoria ante una top 10, y a Lucrezia Stefanini.
En el Abierto de Mérida, llegó a octavos de final como lucky loser, derrotando a Tatjana Maria, antes de perder contra Sloane Stephens. La semana siguiente, alcanzó los cuartos de final del Abierto ATX, derrotando a las primeras cabezas de serie Magda Linette y Anna Blinkova. Posteriormente, derrotó a la estadounidense Sloane Stephens, quinta cabeza de serie, en cuartos de final, y a Katie Volynets en semifinales, alcanzando su primera final del WTA Tour. Sin embargo, perdió contra la ucraniana Marta Kostyuk en dos sets.
Hizo su debut en Indian Wells como clasificada y llegó a la cuarta ronda por primera vez en su carrera en el nivel WTA 1000 derrotando a la clasificada Ysaline Bonaventure, a la cabeza de serie número 25 Petra Martić y nuevamente a su compatriota octava cabeza de serie, Daria Kasatkina, su segunda victoria top-10 en dos meses. En el Miami Open, nuevamente como clasificada, derrotó a la cuarta cabeza de serie Ons Jabeur para su segunda victoria top-10 en dos semanas y primera entre las 5 mejores, y a la perdedora afortunada Magdalena Fręch para llegar consecutivamente a cuartas rondas de WTA 1000. Como resultado, pasó al top 50 en el ranking WTA.

### 2024: cuarta ronda del Abierto de Francia
En el Abierto de Francia de 2024, jugó por primera vez en la cuarta ronda de un torneo importante, después de derrotar a la sexta cabeza de serie Maria Sakkari, Bernarda Pera e Irina-Camelia Begu.

## Títulos WTA (0; 0+0)

### Individual (0)
| Leyenda              |
| Grand Slam (0)       |
| Juegos Olímpicos (0) |
| WTA Finals (0)       |
| WTA 1000 (0)         |
| WTA 500 (0)          |
| WTA 250 (1)          |

#### Finalista (1)
| N.º | Fecha              | Torneo | Superficie | Oponente en la final | Resultado |
| --- | ------------------ | ------ | ---------- | -------------------- | --------- |
| 1.  | 5 de marzo de 2023 | Austin | Dura       | Marta Kostyuk        | 3-6, 5-7  |

## Clasificación en torneos del Grand Slam
| Torneo           | 2020 | 2021 | 2022 | 2023 | 2024 | G-P   | Títulos |
| ---------------- | ---- | ---- | ---- | ---- | ---- | ----- | ------- |
| Australia        | -    | 2R   | 1R   | 3R   | 2R   | 4-4   | 0/4     |
| Roland Garros    | 1R   | 3R   | 3R   | 2R   |      | 5-4   | 0/4     |
| Wimbledon        | ND   | 1R   | A    | 2R   |      | 1-2   | 0/2     |
| Estados Unidos   | 3R   | 3R   | 1R   | 1R   |      | 4-4   | 0/4     |
| Ganados/Perdidos | 2-2  | 5-4  | 2-3  | 4-4  | 1-1  | 14-15 | 0/15    |